# Vanni Pedrini
Vanni Pedrini (Castel San Pietro Terme, 9 febbraio 1980) è un allenatore di calcio a 5, preparatore atletico ed ex giocatore di calcio a 5 italiano.

## Biografia
Nel 2003 si laurea in scienze motorie. Lavora alla palestra Young Line di Imola.

## Carriera

### Calcio a 5
Appena maggiorenne, nel 1999 fonda la Young Line, svolgendo il ruolo di presidente, allenatore e giocatore. Dopo alcune stagioni negli amatori, nel 2004 la squadra si affilia alla FIGC, iscrivendosi alla serie D. Trasferitosi definitivamente in panchina, nelle stagioni successive guida la Young Line alla promozione in Serie C2 (2008-09) e quindi in C1 (2010-11).
Nel 2007 entra nello staff tecnico dell'Imola (all'epoca guidato dal reggiano Mario Neri) come preparatore atletico. Nel 2012 è nominato vice e due anni più tardi primo allenatore, continuando a occuparsi anche dell'aspetto fisico della rosa.
Il primo anno da tecnico si chiude con il ritorno in Serie A2 dei romagnoli a distanza di 5 anni dall'ultima retrocessione. Anche la successiva stagione non è da meno, infatti, ai play-off, arriva la prima storica promozione in Serie A.
Al primo anno nell'olimpo del futsal la squadra di Pedrini è la sorpresa del campionato, chiudendo al 5º posto la regular season e venendo eliminata ai quarti di finale sia di Coppa Italia che dei playoff, non senza aver messo in difficoltà le favorite avversarie Pescara e Napoli. Durante quest'annata, inoltre, il pivot della squadra Mauro Castagna riceve la prima convocazione in Nazionale maggiore.
Da Settembre 2024 ricopre il ruolo di Commissario Tecnico della Nazionale Italiana di Futsal U19.

### Baseball
Dal 2008 è preparatore atletico della Fortitudo Baseball Bologna. In 10 anni con il club felsineo vince 3 scudetti, 4 coppe italia e 3 coppe dei campioni.

## Palmarès
- Campionato di Serie B: 1
Imola: 2014-2015 (girone B)